# 숙박함

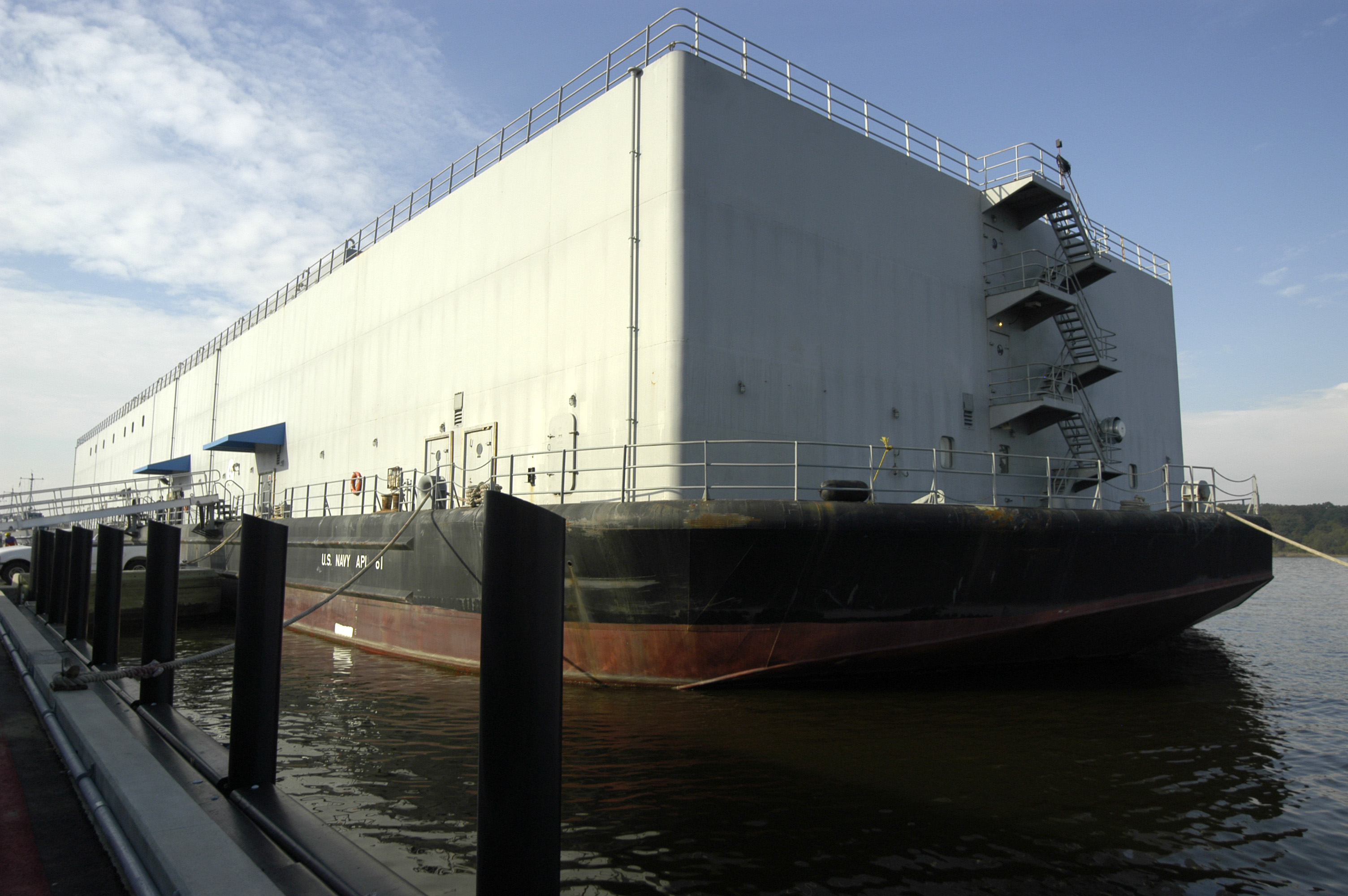
미국 해군 숙박함 APL-61 (2003년)

숙박함(barracks ship)의 경우 선원 또는 기타 군인을 위한 임시 막사로 사용하기에 적합한 유형의 상부 구조를 포함하는 선박 또는 자체 추진 바지선이다. 도미터리 십(dormitory ship)의 군사적 형태인 숙박함은 선박에 배치되기 전에 임시 거주가 필요한 선원을 위한 수용 단위로 사용될 수도 있다. 미국 해군은 YRBM 및 YRBM(L)이라는 명칭을 사용하여 "Yard Repair Berthing and Messing"이라고 불렀다.